# Sun Yuan e Peng Yu
Sun Yuan (孙原S, Sūn YuánP; Pechino, 1972) e 
Peng Yu (彭禹S, Péng YǔP; Jiamusi, 1974) sono una coppia di artisti concettuali cinesi, noti per le loro opere controverse e provocatorie.
La loro arte è anche nota per i temi riguardanti la natura umana e le esperienze psicologiche e politiche.

## Biografia e opere

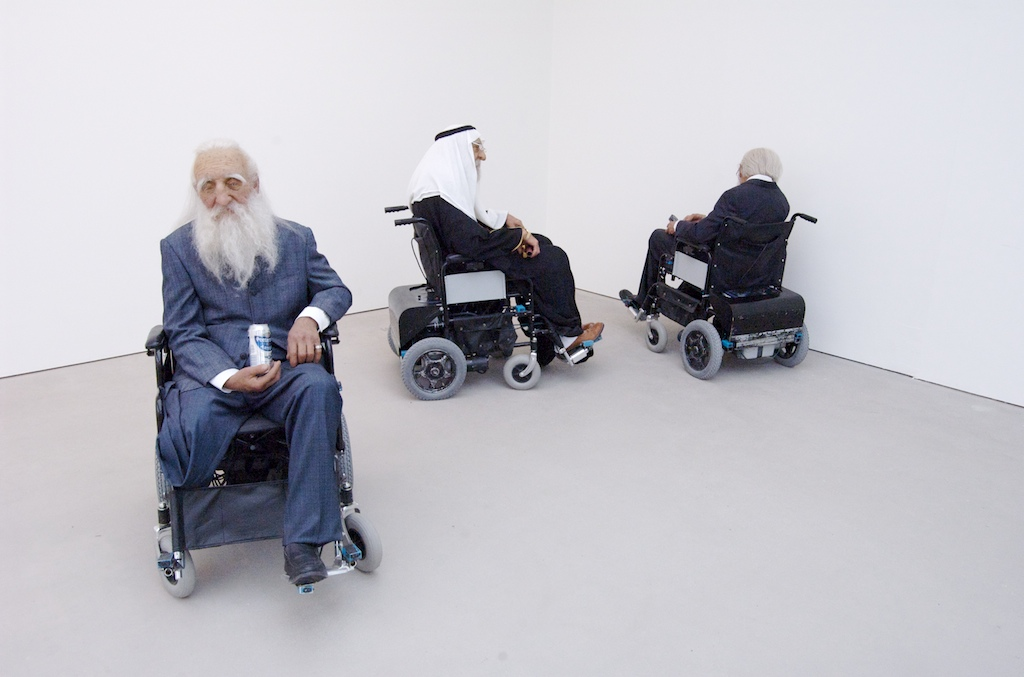
Old Persons Home (2009), Galleria Saatchi, Londra

Sun Yuan e Peng Yu si sono diplomati entrambi alla prestigiosa Accademia Centrale di Belle Arti di Pechino agli inizi degli anni '90. Tale periodo ha rappresentato una rinascita creativa per la Cina, dove i giovani artisti, dopo un lungo periodo di repressione durante gli anni del dominio di Mao Zedong, hanno iniziato a perseguire nuove forme espressive.
Sun e Peng sono diventati partner nella vita personale e creativa nel 1999. Fin dall'inizio della loro carriera artistica, i due hanno utilizzato sfruttato materiali non convenzionali per la produzione di opere, come sangue, grasso, animali vivi e macchinari, testando i confini dell'arte contemporanea. Nel 2001, hanno vinto il Premio di arte contemporanea cinese (CCAA).
Alla Biennale di Venezia del 2005, il duo ha invitato l'agricoltore cinese Du Wenda per presentare il suo UFO fatto a mano al padiglione cinese.
Nel 2008, hanno presentato l'installazione Old Persons Home, che comprendeva 13 sculture iperrealistiche di anziani leader mondiali, tra cui Yasser Arafat e Leonid Brežnev, su sedie a rotelle elettriche impostate per vagare automaticamente per la stanza e scontrarsi ripetutamente l'un l'altro.
Tra le altre opere vi è Angel, una scultura di un angelo in fibra di vetro completa di ali ricoperte di carne, capelli bianchi e pelle spaventosamente realistica, che presenta inoltre dettagli come rughe e macchie solari.
Nel 2009, una loro esposizione personale, Freedom, collocata al Tang Contemporary Art di Pechino, presentava una grande manichetta antincendio agganciata a una catena che spruzzava acqua a una distanza di 120 metri e si dibatteva in un'enorme gabbia di metallo.
Per il Museo Guggenheim, nel 2016, la coppia ha creato, in collaborazione con ingegneri di robotica, l'installazione Can't Help Myself, posizionando un robot industriale KUKA con un braccio robotico e con sensori visivi dietro una parete di vetro acrilico. Il robot era programmato per tentare all'infinito di spazzare un liquido viscoso simile al sangue che continuava a fuoriuscire attorno alla sua base. Il lavoro è stato esposto come parte della mostra Tales of Our Time. Inoltre era stato programmato con trentadue "passi di danza" per reagire alle persone che lo circondano. Tuttavia, i suoi movimenti sono diventati sempre più lenti e irregolari col passare del tempo, il che ha portato la macchina a essere spenta nel 2019. Tra il 2021 e il 2022, essa ha attirato l'attenzione di svariati utenti sui social media, i quali hanno dato diverse interpretazioni del significato dietro l'opera. Can't Help Myself è stata anche esposta nella mostra principale della Biennale di Venezia del 2019, May You Live in Interesting Times.

## Controversie
Nella controversa installazione del 2003, Dogs That Cannot Touch Each Other, otto cani (quattro coppie uno di fronte all'altro) sono stati legati su dei tapis roulant in un museo di Pechino. Nel 2017, il Guggenheim Museum di New York ha esposto una registrazione video dell'opera all'interno della mostra Art and China after 1989: Theater of the World. Nonostante la voluta provocazione degli artisti, l'opera ha ricevuto aspre critiche da parte del pubblico, secondo il quale rasentava la crudeltà sugli animali. Numerose organizzazioni animaliste, tra cui PETA, hanno criticato la rappresentazione. Il filmato è stato infine ritirato dalla mostra e il museo ha rilasciato una dichiarazione ufficiale in cui si scusava per la sua esposizione, seppur difendendo le intenzioni degli artisti di esaminare e valutare criticamente i sistemi di controllo e di potere.

## Mostre
- 1997 – Counter-Perspectives: The Environment & Us, Pechino
- 1997 – Inside, Tongdao Gallery Central Academy of Fine Arts, Pechino
- 1998 – Post-Sense Sensibility Alien Bodies & Delusion (Basement), Pechino
- 2000 – Indulge in Hurt, Sculpture Research Fellow of Central Academy of Fine Arts, Pechino
- 2000 – 5ª Biennale d'Arte Contemporanea di Lione, Lyon Museum of Contemporary Art, Lione
- 2000 – Fuck Off!, Donglang Gallery, Shanghai
- 2001 – Get Out of Control, Berlino
- 2001 – Triennale Internazionale di Arte Contemporanea di Yokohama, Yokohama
- 2001 – Vincitore: Premio di arte contemporanea cinese (CCAA), Pechino
- 2002 – 1° Triennale di Canton, Canton
- 2003 – Second Hand Reality: Post Reality, Today Art Museum, Pechino
- 2003 – Left Wing, Pechino
- 2003 – Return to Nature, Shenghua Arts Centre, Nanchino
- 2004 – Ghent Spring, Contemporary Art Financial Award, Gand
- 2004 – Between Past and Future: New Photography and Video From China, Seattle Art Museum, Seattle
- 2004 – Australia: Asia Traffic, Asia-Australia Arts Centre, Australia
- 2004 – The Virtue and the Vice: le Moine et le Demon, Museum of Contemporary Art, Lione
- 2004 – All Under Heaven: Ancient and Contemporary Chinese Art, The Collection of the Guy and Myriam Ullens Foundation, MuHKA Museum of Contemporary Art, Anversa
- 2004 – What is Art?, Shanxi Art Museum, Xi'an
- 2004 – Biennale di Gwangju, Gwangju
- 2005 – Higher, F2 Gallery, Pechino
- 2005 – 51ª Biennale di Venezia, Venezia
- 2005 – Mahjong: Chinese Contemporary Art from Uli Sigg Collection, Art Museum Bern, Svizzera
- 2005 – To Each His Own, Zero Art Space, Pechino
- 2005 – Ten Thousand Years Post-Contemporary City, Pechino
- 2006 – Biennale di Liverpool, Tang Contemporary Art, Liverpool
- 2009 – Unveiled: New Art From The Middle East, Saatchi Gallery, Londra
- 2016 – Tales of Our Time, Guggenheim Museum, New York[22]